# Coupe Internationale des Alpes
Pour les articles homonymes, voir Coupe des Alpes.
La Coupe Internationale des Alpes est une épreuve de rallye automobile, organisée entre 1928 et 1936, en Europe et majoritairement en France. Cette compétition dite de « régularité », est disputée annuellement pendant l'entre-deux-guerres en montagne, dans les Alpes. Elle est en partie organisée par l'Automobile Club de France, pour les dernières courses.

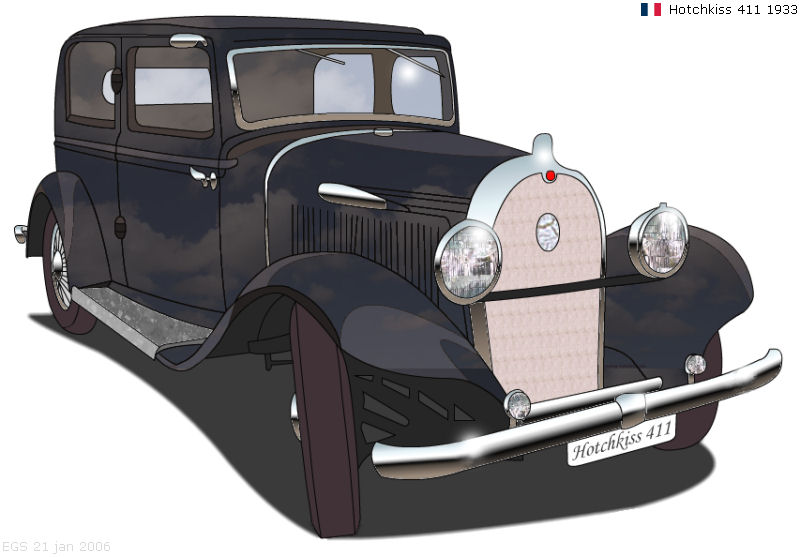
La Hotchkiss 411 4 cylindres 11CV, victorieuse à l'édition 1933.

## Histoire
La course est prévue à huit reprises et organisée sept fois entre 1928 et 1936. En 1930 l'épreuve n'est pas inscrite au calendrier des compétitions. En 1935 l'Italie refuse de participer à la tenue des étapes qui doivent avoir lieu sur son territoire, à la suite des sanctions imposées par la Société des Nations pour son implication dans la guerre d'Abyssinie ; le blocage des voitures allemandes à la frontière par le régime nazi, alors à court de devises étrangères pour les droits d'entrée parachève l'annulation de la course.
La première édition en 1928 se dispute avec 86 équipages (pour une centaine d'inscrits), dont 44 franchissent la ligne d'arrivée à Munich après 1 964 kilomètres et 7 jours de compétition effective. Le départ est donné de Milan. Seuls des constructeurs sont récompensés d'une coupe : Adler, Brennabor, Minerva et OM.

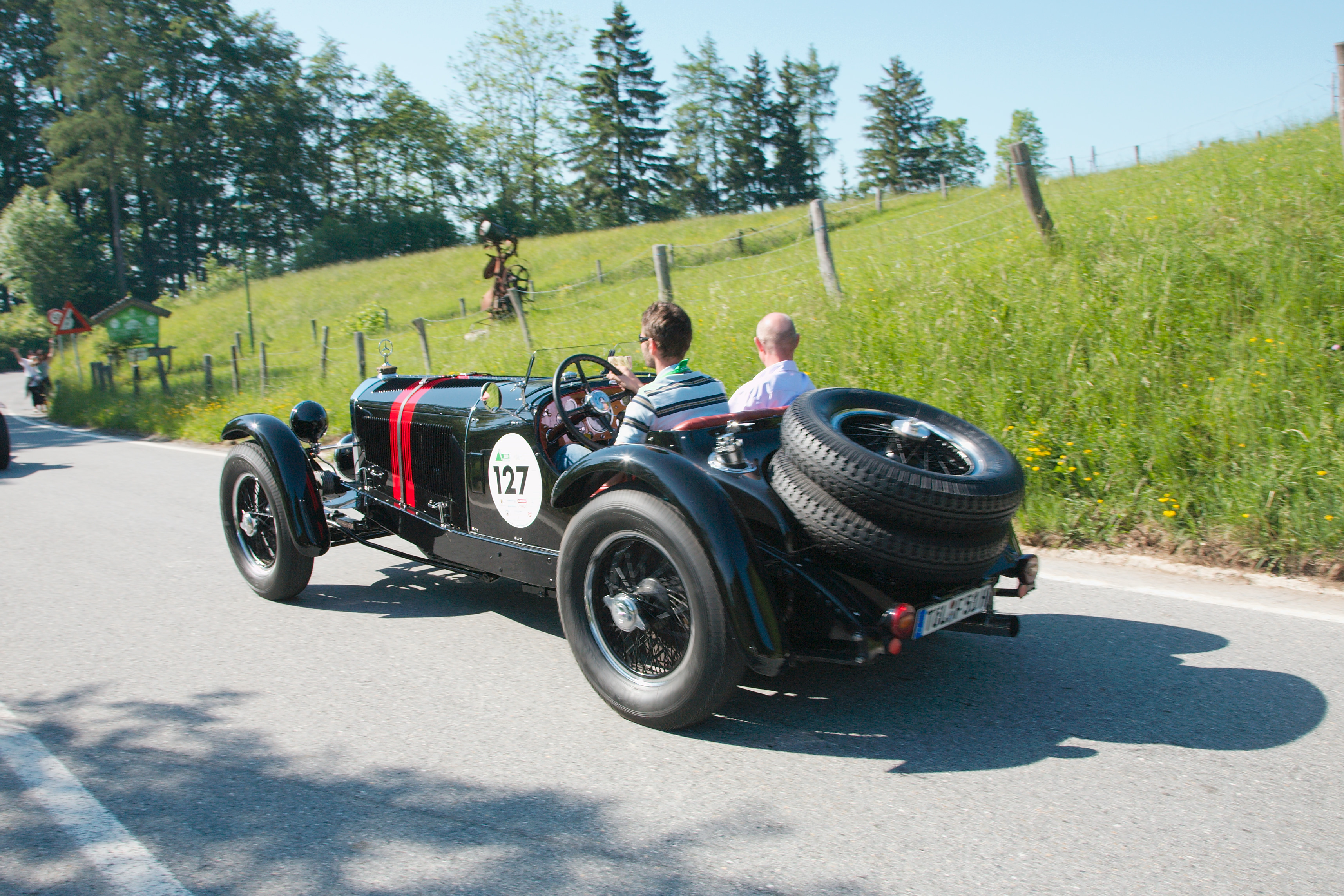
Une Mercedes-Benz SSK de 1929, en côte.

En 1929, 36 équipages arrivent à Côme sans aucun point de pénalité, après être partis de Munich pour un périple de 2 518 kilomètres. Ils obtiennent tous des Alpenbecher (en fait des gobelets). Des 80 partants (95 inscrits), 48 terminent classés dans les points de pénalités permis. Deux coupes alpines sont octroyées à des marques (Hansa et BMW). Georg Kimpel remporte les deux courses de côte inscrites au programme (seules épreuves de performance pure), au col du Stelvio et au col Pordoi, sur Mercedes-Benz SSK ; Wilhelm Merck également sur la même voiture termine deuxième au Stelvio et Emilio Ricchetti termine deuxième au Pordoi sur Bugatti.
En 1931, 8 pilotes sur les 44 classés sont sans point de pénalité (72 inscrits et 60 partants), ils remportent chacun une coupe, après plus de 2 364 kilomètres d'un circuit entre Munich et Berne. Deux courses de côte sont encore mises sur pied, au Stelvio et au col du Galibier. Les prix des équipes reviennent à Praga et Wanderer,  quatre voitures Austro-Daimler arrivant à terme sans pénalité.
En 1932, l'affluence croît significativement (99 partants et 87 classés dans les points impartis) : 34 pilotes sans pénalité repartent avec la coupe au terme d'un parcours long de 2 598 kilomètres entre Munich et San Remo. Donald Healey sur Invicta gagne la côte du Stelvio. Les coupes constructeurs sont remises à Talbot, Wanderer, Tatra et Riley.
En 1933, les partants sont désormais 121 (dont 42 équipages officiels) pour 95 classés dont 3 terminent l'épreuve sans pénalité (Walter Delmár sur Bugatti, René Carrière sur Alfa Romeo et Harold John Aldington sur Frazer Nash). 1 920 kilomètres sont accomplis entre Merano et Nice. W. F. Bradley gagne la côte du Pordoi sur Hotchkiss et Ford, Hotchkiss, Adler, Riley et MG reçoivent les coupes constructeurs.
En 1934, 127 voitures s'élancent. 94 sont classées et 67 n'ont aucune pénalité. De Nice à Zurich en passant par Zagreb, les 2 900 kilomètres avalés ont donné lieu pour ce plus long trajet à des récompenses de coupes pour les constructeurs Trumpf, BMW, Opel, Talbot, Triumph, Delahaye, Wanderer et Adler Diplomat.

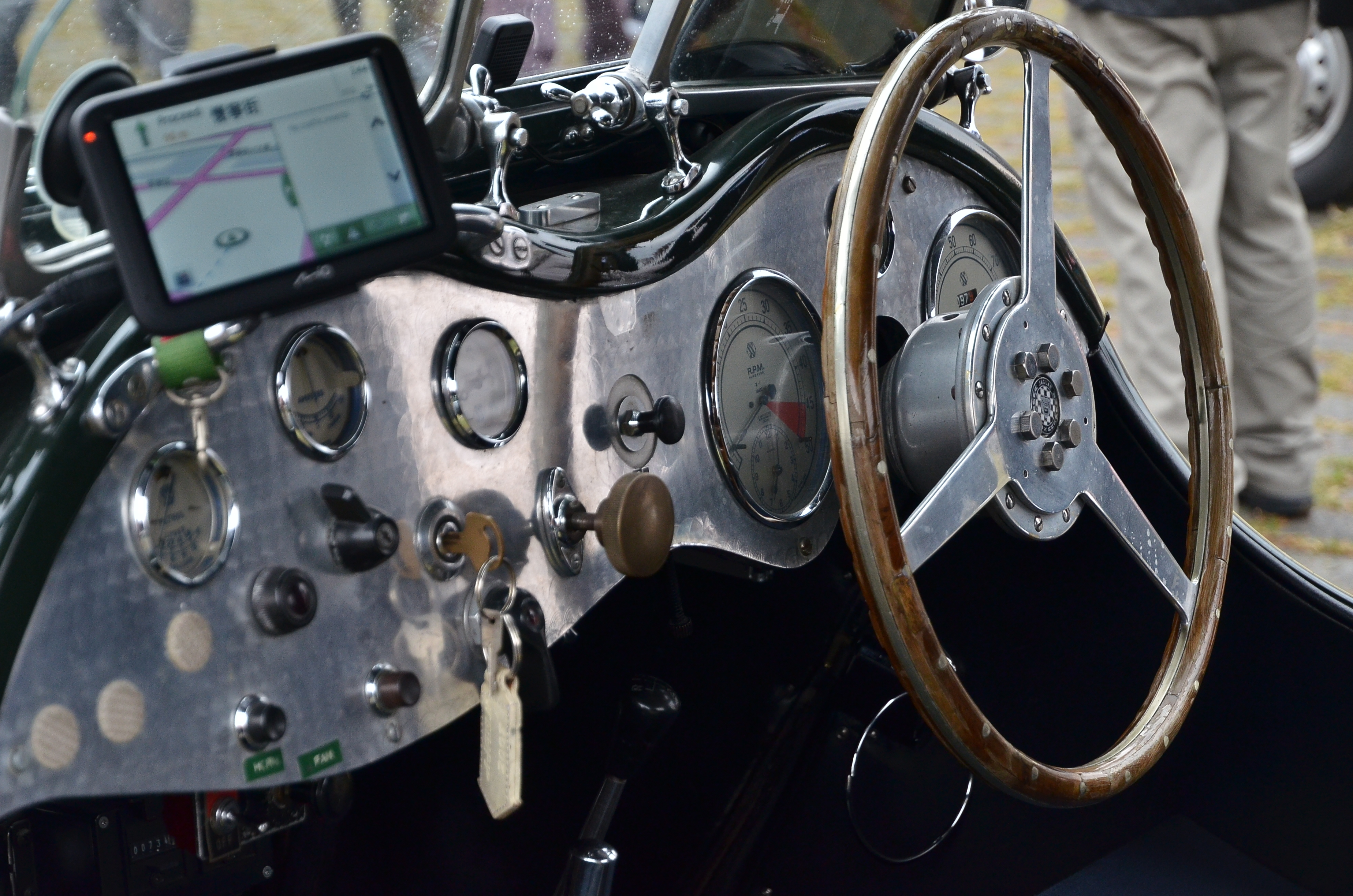
Un intérieur de SS Jaguar 100, en 1936.

En 1936 ultime édition part de Lucerne pour arriver à Interlaken (la totalité du parcours se fait dans le territoire Suisse). Des 72 partants, 64 équipages se retrouvent classés après 2 342 kilomètres, dont 23 sans pénalité. 4 coupes alpines reviennent à DKW, Adler (récompensé pour la quatrième fois depuis 1928), Ford, et Hanomag. Un sprint est organisé sur un kilomètre à Saint-Moritz, avec Gaston Descollas pour lauréat dans sa Bugatti, devant Tommy H. Wisdom sur SS Jaguar 100.

## Participations notables

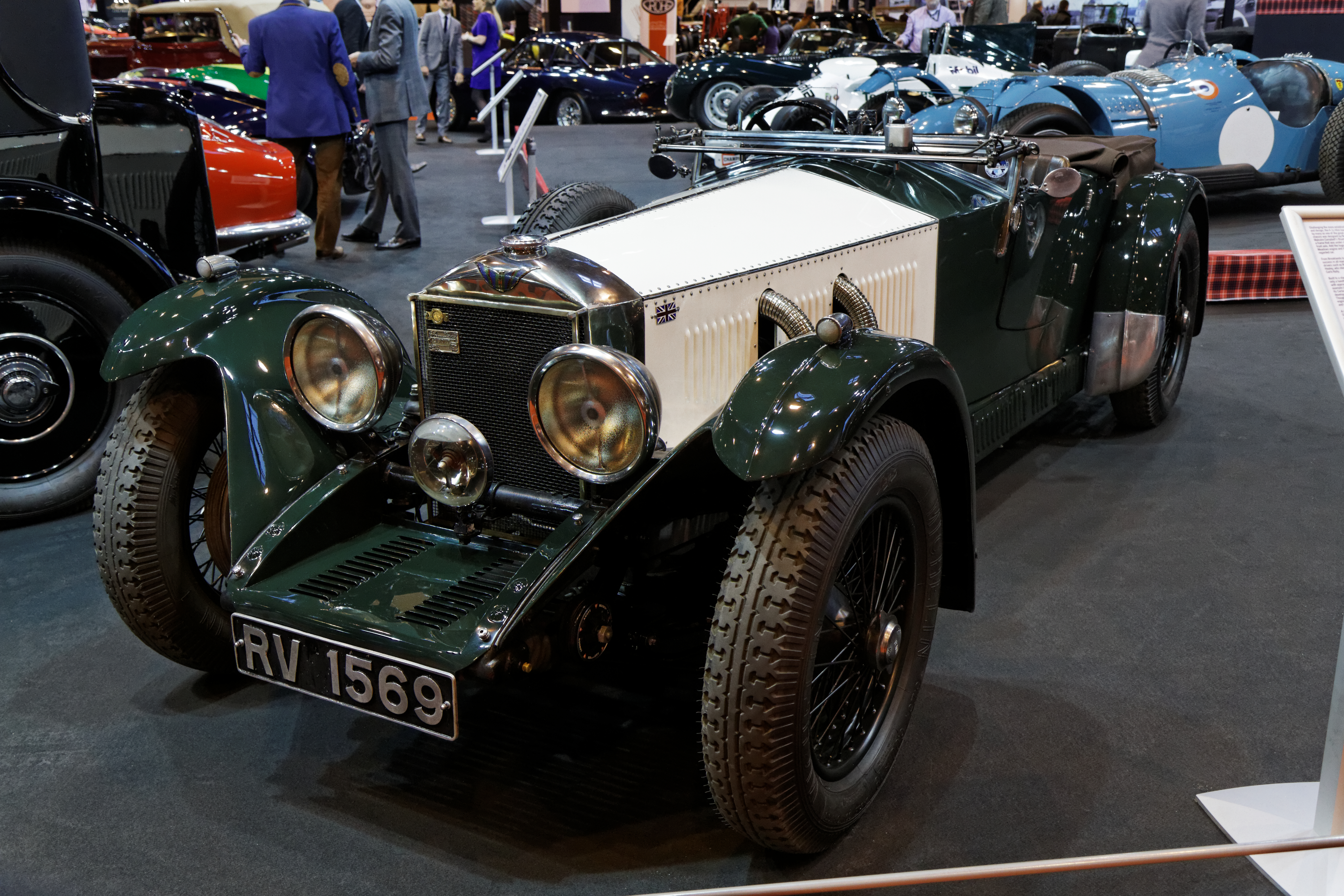
Une Invicta 4½ l S Low Chassis de 1932 (victoire lors de la côte du Stevio, grâce à Healey).

- Première édition (1928): honorable Mildred Bruce
- Deuxième édition (1929): Rudolf Caracciola, Christian Werner et le Prince Max zu Schaumburg-Lippe pour Mercedes-Benz, Ernst Burggaller pour Wanderer
- Troisième, quatrième et huitième éditions (1931, 1932 et 1936): Donald Healey (jamais pénalisé)
- Troisième édition (1931): Prince Ferdinand du Liechtenstein et son épouse Shelagh Brunner (nom de course « Princesse du Liechtenstein »)
- Quatrième édition (1932): Jörgen Skafte Rasmussen
- Cinquième, sixième et huitième éditions (1933, 1934 et 1936): Tommy Wisdom (et Mme par trois fois, prénommée Elsie)
- Cinquième et sixième éditions (1933 et 1934): René Carrière (jamais pénalisé)
- Cinquième édition (1933):  W. F. Bradley (l'organisateur du Florida Speed Carnival) et Hellé Nice
- Sixième et huitième éditions (1934 et 1936): Gaston Descollas (et Mme en 1934)
- Sixième édition (1934): Albert Perrot, Marcel Dhôme, Jean Trévoux, et la paire Lucy Schell-O'Reilly / Laury Schell
- Huitième édition (1936): Gerard Bakker Schut